# Terêncio Estrabão Erúcio Homulo
Terêncio Estrabão Erúcio Homulo (em latim: Terentius Strabo Erucius Homullus) foi um senador romano nomeado cônsul sufecto para o nundínio de maio a junho de 83 com Lúcio Técio Juliano. Não se sabe qual era o seu prenome. É possível que Cneu Lúcio Terêncio Homulo, cônsul sufecto em 146, tenha sido seu neto.